# 黑哨
黑哨一般指在职业體育比赛中因不同的原因出現，而對其中一方極有利的裁判。

## 釋義
黑哨是指足球運動中的裁判的違反公平性原則的一種行為。一般指裁判員在比賽中通過誤判、錯判、漏判等個人行為來主導比賽結果。裁判員收受賄賂、偏袒其中一隊或受人指使違背公平、公正執法的裁判原則可以是導至黑哨的原因之一，黑哨亦可以跟政治、經濟因素有關係，尤其是經濟因素是造成“黑哨”的毒瘤之一。英語中沒有“black whistle”這一說法，美國人形容裁判的“黑哨”很直接，如“cheating/bad call”。如同打假波一樣，黑哨亦可以稱為「rigged」。

## 著名黑哨事件
- 第一个因为收取贿赂而被中华人民共和国公安机关批准逮捕的“黑哨”是龚建平。2003年3月28日，龚建平因为在担任中国足球甲A、甲B联赛中先后9次收受他人财物共计人民币37万元而被中国法院判处有期徒刑十年。其后在监狱中病死。

- 2002年世界杯足球赛八分之一决赛意大利对阵韩国的比赛中，当值主裁判拜伦·莫雷诺（英语：Byron Moreno）对韩國队员的多次恶性犯规视而不见，意大利队边后卫科科亦遭韩国队员柳相铁肘击头部而血流满面，莫雷诺仍无反应，反倒判意大利队前锋托蒂假摔而将其驱逐出场（事实上是明显被韩国队员宋钟国绊倒），并以越位为由吹掉了意大利队中场托马西的一个本应毫无争议的进球。最终意大利被韩国队在加时赛中淘汰，莫雷诺的判罚同时也招致了全世界范围内的轰动。[1]

- 2002年NBA季後賽西岸決賽，由湖人對國王，球證多次吹對湖人有利的判罰，令國王含冤出局。

- 國家籃球協會史上入獄服刑的首位裁判為提姆·唐納吉（英语：Tim Donaghy），他被指控赌球并为谋利而作弊操纵比赛。唐纳吉后来写书称，裁判赌球吹黑哨的行为在NBA已经非常常见。[2]

- 08-09赛季的欧冠足球赛半决赛第二回合切尔西对阵巴萨的比赛中，当值主裁赫宁对巴塞罗那球员数次禁区内故意手球视而不见，亦间接导致切尔西被淘汰出局，赛后遭到英国各大媒体的炮轰以及切尔西球迷的死亡威胁。赫宁在1年后向切尔西俱乐部道歉，并宣布退出裁判圈。[3][4]后有媒体指出，巴塞罗那俱乐部在欧足联内有较硬的人脉关系，亦使其在欧冠联赛中经常受到裁判照顾。[5]

- 2016至17年歐冠8強，皇家馬德里面對拜仁慕尼黑，皇馬次回合在球證作出多個具爭議性的判決後以4:2反勝，這場比賽具有極大的爭議，被稱為“歐冠的恥辱”，C朗拿度加时阶段的兩個入球都處於明顯的越位位置，總比數計以6:3晉級。[6][7]拜仁上下賽後怒不可遏，投訴受到不公平對待。中場比达尔怒斥：「就像公然搶劫一樣。」拜仁高層鲁梅尼格更謂：「我們作客就像10人面對14人。」[8]在2024年的一档播客采访中，当时给C罗的第三个进球传球的马塞洛·维埃拉承认自己当场就意识到了该球越位。[9][10]

## 相关链接
1. ↑  新浪网：黄色大力神杯 黑哨莫雷诺--2002年世界足坛流行色彩 （页面存档备份，存于）
2. ↑  新华网："黑哨"多纳吉出书揭黑 NBA赛场一声哨=100美元! （页面存档备份，存于）
3. ↑  北方网：争议主裁：向切尔西道歉 我犯错助巴萨夺欧冠 （页面存档备份，存于）
4. ↑  . blog.sina.   [2020-04-19]. （原始内容存档于2020-04-21）.
5. ↑  人民网：欧足联官哨作祟 影帝没道德毁巴萨形象 （页面存档备份，存于）
6. ↑  .   [2018-05-26]. （原始内容存档于2018-07-07）.
7. ↑  .   [2018-05-26]. （原始内容存档于2018-05-16）.
8. ↑  .   [2018-05-26]. （原始内容存档于2020-04-21）.
9. ↑  .   [2024-06-01]. （原始内容存档于2024-06-01）.
10. ↑  .   [2024-06-01]. （原始内容存档于2024-06-01）.